# Enis Alushi
Enis Alushi (Kosovska Mitrovica, 22 dicembre 1985) è un ex calciatore kosovaro con cittadinanza tedesca, di ruolo centrocampista.

## Biografia
Nato a Kosovska Mitrovica in Kosovo, da genitori di etnia albanese, crebbe in Germania.
È sposato con Fatmire Bajramaj, ex-centrocampista offensiva della Nazionale femminile tedesca e del Paris Saint-Germain.

## Carriera

### Club
Ha esordito nella seconda serie tedesca con la maglia del Colonia nella stagione 2006-2007, per poi giocare in varie squadre fra la seconda e la terza serie tedesca.

### Nazionale
Ha giocato nelle nazionali giovanili tedesche Under-19 ed Under-20.
Il 5 marzo 2014 prende parte alla gara d'esordio internazionale della nazionale kosovara, giocando la partita pareggiata per 0-0 contro Haiti.

## Statistiche

### Presenze e reti nei club
| Stagione              | Squadra               | Campionato            | Campionato | Campionato | Coppe nazionali | Coppe nazionali | Coppe nazionali | Coppe continentali | Coppe continentali | Coppe continentali | Altre coppe | Altre coppe | Altre coppe | Totale | Totale |
| Stagione              | Squadra               | Comp                  | Pres       | Reti       | Comp            | Pres            | Reti            | Comp               | Pres               | Reti               | Comp        | Pres        | Reti        | Pres   | Reti   |
| --------------------- | --------------------- | --------------------- | ---------- | ---------- | --------------- | --------------- | --------------- | ------------------ | ------------------ | ------------------ | ----------- | ----------- | ----------- | ------ | ------ |
| 2003-2004             | Colonia II            | RLN                   | 3          | 0          | CG              | 0               | 0               | -                  | -                  | -                  | -           | -           | -           | 3      | 0      |
| 2004-2005             | Colonia II            | RLN                   | 23         | 1          | CG              | 1               | 0               | -                  | -                  | -                  | -           | -           | -           | 24     | 1      |
| 2005-2006             | Colonia II            | RLN                   | 29         | 3          | CG              | 1               | 0               | -                  | -                  | -                  | -           | -           | -           | 30     | 3      |
| ago.-nov. 2006        | Colonia II            | OLN                   | 15         | 1          | CG              | 0               | 0               | -                  | -                  | -                  | -           | -           | -           | 15     | 1      |
| Totale Colonia II     | Totale Colonia II     | Totale Colonia II     | 70         | 5          |                 | 2               | 0               |                    |                    |                    |             |             |             | 72     | 5      |
| nov. 2006-gen. 2007   | Colonia               | 2L                    | 1          | 0          | CG              | 0               | 0               | -                  | -                  | -                  | -           | -           | -           | 1      | 0      |
| gen.-giu. 2007        | Wehen                 | RLS                   | 8          | 0          | CG              | 0               | 0               | -                  | -                  | -                  | -           | -           | -           | 8      | 0      |
| 2007-gen. 2008        | Wehen                 | 2L                    | 5          | 0          | CG              | 0               | 0               | -                  | -                  | -                  | -           | -           | -           | 5      | 0      |
| Totale Wehen          | Totale Wehen          | Totale Wehen          | 13         | 0          |                 | 0               | 0               |                    |                    |                    |             |             |             | 13     | 0      |
| gen.-giu. 2008        | Wehen II              | OLN                   | 19         | 4          | CG              | 0               | 0               | -                  | -                  | -                  | -           | -           | -           | 19     | 4      |
| 2008-2009             | Paderborn             | 3L                    | 32+2       | 0          | CG              | 0               | 0               | -                  | -                  | -                  | -           | -           | -           | 34     | 0      |
| 2009-2010             | Paderborn             | 2L                    | 33         | 3          | CG              | 0               | 0               | -                  | -                  | -                  | -           | -           | -           | 33     | 3      |
| 2010-2011             | Paderborn             | 2L                    | 34         | 0          | CG              | 1               | 0               | -                  | -                  | -                  | -           | -           | -           | 35     | 0      |
| 2011-2012             | Paderborn             | 2L                    | 32         | 2          | CG              | 2               | 2               | -                  | -                  | -                  | -           | -           | -           | 34     | 4      |
| Totale Paderborn 07   | Totale Paderborn 07   | Totale Paderborn 07   | 131+2      | 5+0        |                 | 3               | 2               |                    |                    |                    |             |             |             | 136    | 7      |
| set.-ott. 2012        | Kaiserslautern II     | RLS                   | 3          | 0          | CG              | 0               | 0               | -                  | -                  | -                  | -           | -           | -           | 3      | 0      |
| 2012-2013             | Kaiserslautern        | 2L                    | 7          | 0          | CG              | 1               | 0               | -                  | -                  | -                  | -           | -           | -           | 8      | 0      |
| 2013-2014             | Kaiserslautern        | 2L                    | 11         | 1          | CG              | 2               | 0               | -                  | -                  | -                  | -           | -           | -           | 13     | 1      |
| Totale Kaiserslautern | Totale Kaiserslautern | Totale Kaiserslautern | 18         | 1          |                 | 3               | 0               |                    | -                  | -                  |             | -           | -           | 21     | 1      |
| 2014-2015             | St. Pauli             | 2L                    | 18         | 1          | CG              | 0               | 0               | -                  | -                  | -                  | -           | -           | -           | 18     | 1      |
| 2015-2016             | St. Pauli             | 2L                    | 10         | 0          | CG              | 1               | 0               | -                  | -                  | -                  | -           | -           | -           | 11     | 0      |
| Totale St. Pauli      | Totale St. Pauli      | Totale St. Pauli      | 28         | 1          |                 | 1               | 0               |                    | -                  | -                  |             | -           | -           | 29     | 1      |
| 2016- gen.2017        | Norimberga            | 2L                    | 5          | 0          | CG              | 1               | 0               | -                  | -                  | -                  | -           | -           | -           | 6      | 0      |
| gen.-giu. 2017        | Maccabi Haifa         | LA                    | 7+5        | 0+0        | CI              | 0               | 0               | -                  | -                  | -                  | -           | -           | -           | 12     | 0      |
| 2017-2018             | Norimberga II         | RL                    | 1          | 0          | CG              | 0               | 0               | -                  | -                  | -                  | -           | -           | -           | 6      | 0      |
| Totale carriera       | Totale carriera       | Totale carriera       | 303        | 16+0       |                 | 10              | 2               |                    | -                  | -                  |             | -           | -           | 313    | 18     |

### Cronologia presenze e reti in Nazionale
| Cronologia completa delle presenze e delle reti in nazionale ― Kosovo | Cronologia completa delle presenze e delle reti in nazionale ― Kosovo | Cronologia completa delle presenze e delle reti in nazionale ― Kosovo | Cronologia completa delle presenze e delle reti in nazionale ― Kosovo | Cronologia completa delle presenze e delle reti in nazionale ― Kosovo | Cronologia completa delle presenze e delle reti in nazionale ― Kosovo | Cronologia completa delle presenze e delle reti in nazionale ― Kosovo | Cronologia completa delle presenze e delle reti in nazionale ― Kosovo |
| Data                                                                  | Città                                                                 | In casa                                                               | Risultato                                                             | Ospiti                                                                | Competizione                                                          | Reti                                                                  | Note                                                                  |
| --------------------------------------------------------------------- | --------------------------------------------------------------------- | --------------------------------------------------------------------- | --------------------------------------------------------------------- | --------------------------------------------------------------------- | --------------------------------------------------------------------- | --------------------------------------------------------------------- | --------------------------------------------------------------------- |
| 3-6-2016                                                              | Francoforte sul Meno                                                  | Fær Øer                                                               | 0 – 2                                                                 | Kosovo                                                                | Amichevole                                                            | -                                                                     | 27’                                                                   |
| 5-9-2016                                                              | Turku                                                                 | Finlandia                                                             | 1 – 1                                                                 | Kosovo                                                                | Qual. Mondiali 2018                                                   | -                                                                     |                                                                       |
| 12-11-2016                                                            | Antalya                                                               | Turchia                                                               | 2 – 0                                                                 | Kosovo                                                                | Qual. Mondiali 2018                                                   | -                                                                     | 36’                                                                   |
| 11-6-2017                                                             | Scutari                                                               | Kosovo                                                                | 1 – 4                                                                 | Turchia                                                               | Qual. Mondiali 2018                                                   | -                                                                     | 90+1’                                                                 |
| 2-9-2017                                                              | Zagabria                                                              | Croazia                                                               | 1 – 0                                                                 | Kosovo                                                                | Qual. Mondiali 2018                                                   | -                                                                     |                                                                       |
| 5-9-2017                                                              | Scutari                                                               | Kosovo                                                                | 0 – 1                                                                 | Finlandia                                                             | Qual. Mondiali 2018                                                   | -                                                                     |                                                                       |
| Totale                                                                |                                                                       | Presenze                                                              | 6                                                                     |                                                                       | Reti                                                                  | 0                                                                     |                                                                       |